# سارة دولارد
سارة دولارد (بالإنجليزية: Sarah Dollard)‏ هي كاتبة خيال علمي وكاتبة سيناريو أسترالية، ولدت في 21 يناير 1980.

## وصلات خارجية
- سارة دولارد على موقع IMDb (الإنجليزية)
- سارة دولارد على موقع ألو سيني (الفرنسية)
- سارة دولارد على موقع أول موفي (الإنجليزية)
- سارة دولارد على موقع كينوبويسك (الروسية)